# わたしは旅をする
『わたしは旅をする』（わたしはたびをする）は、1978年4月1日から同年9月30日までテレビ朝日系列局で放送されていた旅番組である。朝日放送とイーストの共同制作。イオナ インターナショナルの一社提供。
当時の若い女性たちがおのおの理想に思い描く「私だけの海外旅行」を、テレビ界や映画界で活躍する女優たちに旅をさせることで再現していた番組。

## 出演者
- シルビア・クリステル（第1回）
- 大竹しのぶ
- 佐藤オリエ
- 浜美枝
- 紀比呂子
- 来栖あんな
- 小林千登勢
- 多岐川裕美
- 岡まゆみ
- 高橋洋子
- 中島ゆたか
- 河内桃子
- 上月晃（第26回）
- 鮎川いずみ（最終回）
- ほか[誰?]

## 番組テーマ曲
- 「わたしは旅をする」
作詞：及川恒平／作曲・編曲：惣領泰則／歌：惣領泰則とジム・ロック・シンガーズ
シングル『真夜中のバス』（1978年5月25日発売・ビクター音楽産業・SV-6409）のカップリングに収録。